# Оломоуц (окръг)
Окръг Оломоуц (на чешки: Okres Olomouc) се намира в едноименният край на Чехия. Площта му е 1620,28 km2, а населението му – 232 032 души (2012). Административен център е град Оломоуц. Окръгът има 97 населени места, в това число 6 града и 3 места без право на самоуправление. Код по LAU-1 – CZ0712.

## Градове и население
По данни за 2016 г.:
| Град            | Население |
| --------------- | --------- |
| Оломоуц         | 100 154   |
| Щернберк        | 13 551    |
| Уничов          | 11 579    |
| Литовел         | 9879      |
| Велка Бистрице  | 3248      |
| Моравски Бероун | 3048      |

По данни за 2005 г.:
| Общо            | Жени              | Мъже              |
| --------------- | ----------------- | ----------------- |
| 228 589 (100 %) | 118 066 (51,65 %) | 110 523 (48,35 %) |

## Образование
По данни от 2003 г.:
| Вид училище                         | Брой училища |
| ----------------------------------- | ------------ |
| Детски градини                      | 109          |
| Начални училища                     | 95           |
| Гимназии                            | 8            |
| Средни училища и промишлени училища | 12           |
| Средни професионални училища        | 15           |
| Висши професионални училища         | 3            |

## Здравеопазване
По данни от 2003 г.:
| Лекари                                      | 1248 |
| Болници                                     | 3    |
| Специализирани заведения за лечение и отдих | 5    |
| Зъболекари                                  | 134  |
| Аптеки                                      | 46   |

## Транспорт
През окръга преминава част от магистралите D35 и D46, както и първокласните пътища (пътища от клас I) I/35, I/45, I/46 и I/55. Пътища от клас II в окръга са II/150, II/370, II/373, II/435, II/436, II/437, II/440, II/441, II/444, II/445, II/446, II/447, II/448, II/449, II/570 и II/635.